# 국제한식문화재단
재단법인 국제한식문화재단은 한식세계화를 주도할 한식조리 전문인력 양성과 한식 연구개발, 한국 식문화의 국내외 확산을 통해 외식 및 문화관광 산업 발전에 기여하기 위하여  2011년 4월 22일 농림수산식품부 법인설립 허가 재단법인이다.. 사무실은 전북특별자치도 전주시 완산구 천잠로 303(전주대학교 대학본관 4층)에 있다.